# 裸官
裸官是指配偶和子女均在境外定居或加入外国国籍的公职人员，主要用於中华人民共和国公务员。近年香港部分高官，其配偶或子女都已取得外国护照或居留權，都屬於裸官。

## 历史
裸官现象由来已久，据中华人民共和国商务部统计：截至2004年，中华人民共和国共有4000余名官员外逃。2009年11月17日深圳市颁布实施的《关于加强党政正职监督的暂行规定》第六条明确指出：“凡配偶和子女非因工作需要均在国（境）外定居或者加入外国国籍或者取得国（境）外永久居留权的公职人员，不得担任党政正职和重要部门的班子成员。”

## 裸官与腐败的关系
外逃贪官中有相当一部分是裸官，其腐败路径通常是：通过贪污受贿聚敛财产——配偶子女在国（境）外定居或加入外国籍——配偶子女为裸官继续转移财产——裸官择机出逃并滞留国（境）外。

## 现状
美国之音称据中国共产党中央组织部调查，几年来中共高干家属，高干子弟移民海外，包括香港和澳门在内一共108万人，移民出去的高干子弟家属生活奢侈，用现金买房、买豪宅、买跑车根本不用贷款。

## 涉案金额较大的裸官
- 1994年11月，原黑龙江省石油公司总经理刘佐卿，非法向国外转移资金达1亿元人民币之多，然后携带一家8口逃到美国。[4]
- 2005年1月，中国银行哈尔滨市河松街支行行长高山潜逃加拿大。涉案金额超过10亿元人民币。[4]
- 2006年6月，原福建省工商局局长周金伙，逃往美国。涉案金额高达亿元人民币。[5]
- 2012年4月，原中共凤城市委书记王国强携带2亿元人民币私自离境逃到美国。[6][7]

## 中共十八大后被处理的部分高级别裸官
- 2013年1月，妻子和三个子女全部定居香港的东莞市人大常委会副主任欧林高被开除党籍、开除公职，移送司法机关处理。
- 2013年12月，中共佛山市委副书记周天明因“裸官”原因而被调离，改任云浮市委常委、副市长。
- 2014年5月，中共广州市委副书记方旋因“裸官”原因而被迫辞职，提前5个月退休。
- 2014年8月，深圳市大鹏新区党工委书记刘燕，因丈夫拥有海外户籍而被迫辞职。
- 2014年8月28日，湖北知音传媒集团董事长胡勋璧，因妻女长期居住于加拿大而被免职。
- 2014年9月5日，中共东莞市委常委、东莞市常务副市长梁国英因多次收受他人贿赂、隐瞒裸官身份并与多名女性通奸，被开除党籍和公职，移送司法机关依法处理。